# 北京延庆百里山水画廊景区

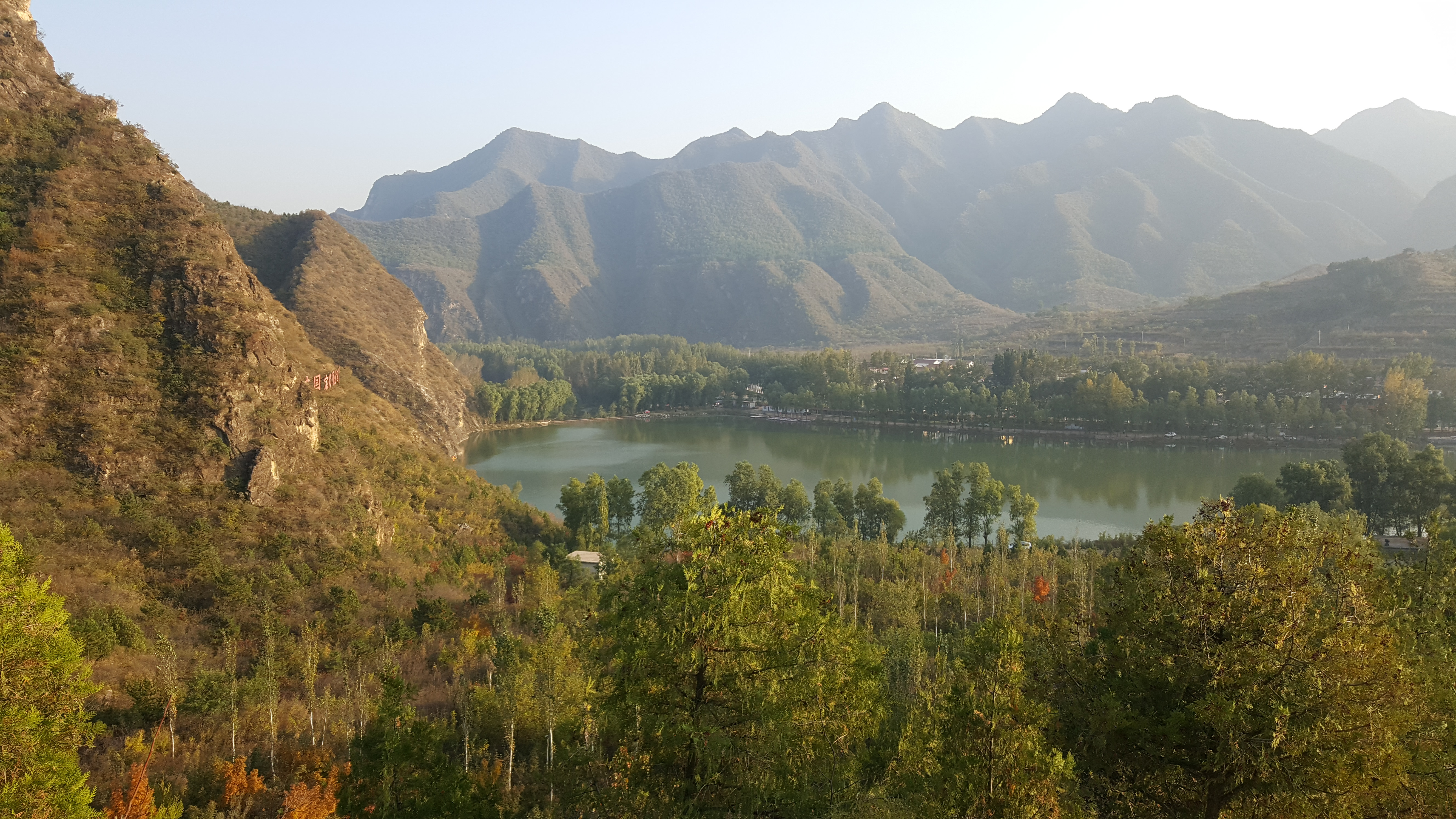
百里山水画廊硅化木公园附近的一段

北京延庆百里山水画廊景区，也叫做千家店百里山水画廊景区。位于北京市延庆县东北部千家店镇，与中国延庆世界地质公园千家店园区范围基本一致，总面积371平方公里，距县城40公里，距市区110公里。东与怀柔区毗邻，北与河北省赤城县接壤，西南、东南分别于香营、刘斌堡、珍珠泉三个乡相连。
2010年9月17日，经国家旅游局和全国旅游景区质量等级评定委员会批准，成为北京市首家涵盖全镇范围，实现“镇景合一”的大型国家4A级旅游景区。

## 主要景点
- 硅化木群，为北京市文物保护单位。
- 乌龙峡谷
- 滴水壶
- 朝阳寺
- 龙王庙
- 关帝庙，为北京市文物保护单位。